# King (isola)
L'isola di King è una delle isole che compongono lo Stato della Tasmania, in Australia. È situata nello Stretto di Bass, al largo della punta nord-occidentale della Tasmania, a metà strada tra la Tasmania ed il Victoria. L'isola prende nome dal Governatore Philip G. King (1758-1808) del Nuovo Galles del Sud, il cui territorio all'epoca comprendeva la Tasmania.
La massima altitudine dell'isola è di 162 m s.l.m.; la superficie è di 1098 km², con una popolazione 1 565 abitanti al censimento del 2011 e una densità di meno di 2 ab./km². A sud-est di King si trova il gruppo delle Hunter Island.
Il centro principale è Currie, situato nella parte occidentale dell'isola. Grassy, nella parte orientale, era un centro minerario, dove si estraeva scheelite da una miniera a cielo aperto. Dopo la chiusura della miniera Grassy diventò una città fantasma.
L'isola è conosciuta per il formaggio, le aragoste, l'acqua minerale; è presente anche una centrale eolica.

## Naufragi
Situata al centro dello Stretto di Bass, L'isola di King è stata teatro di molti naufragi causa di molte vittime; il più disastroso fu il naufragio della nave Cataraqui, carica di immigranti.

## Collegamenti esterni

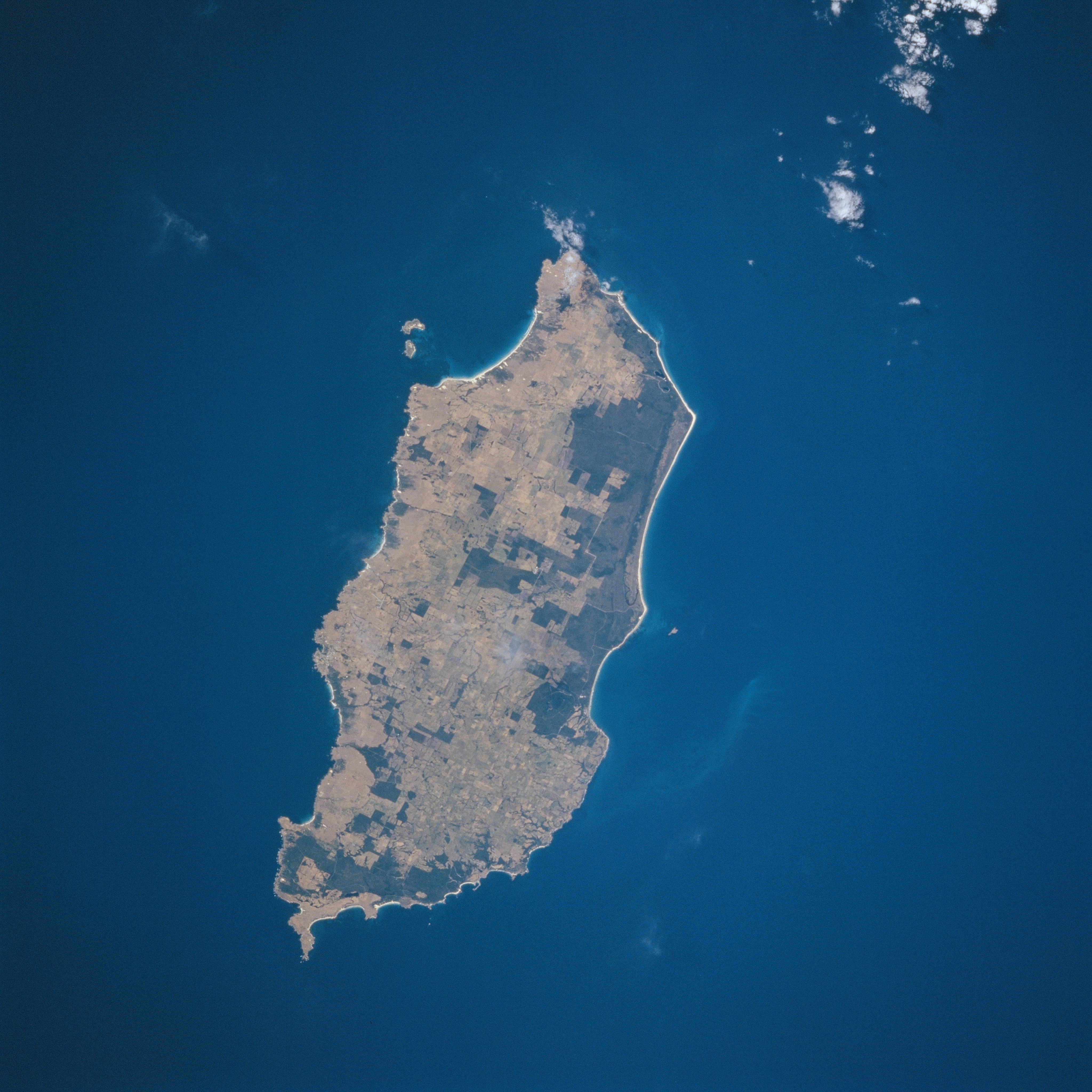
L'isola di King dallo spazio, gennaio 1997

## Clima
| Mese                                   | Gen  | Feb  | Mar  | Apr  | Mag  | Giu   | Lug   | Ago   | Set  | Ott  | Nov  | Dic  | Media |
| -------------------------------------- | ---- | ---- | ---- | ---- | ---- | ----- | ----- | ----- | ---- | ---- | ---- | ---- | ----- |
| Temperature max media (°C)             | 20.3 | 20.6 | 19.6 | 17.2 | 15.2 | 13.5  | 12.9  | 13.2  | 14.3 | 15.6 | 17.0 | 18.7 | 16.5  |
| Temperature min media (°C)             | 12.5 | 13.1 | 12.6 | 11.2 | 9.8  | 8.5   | 7.8   | 7.8   | 8.2  | 9.0  | 9.9  | 11.3 | 10.1  |
| Temperatura max (°C)                   | 38.4 | 37.6 | 35.0 | 30.0 | 23.1 | 18.6  | 18.0  | 19.6  | 26.5 | 29.5 | 33.0 | 36.0 | 38.4  |
| Temperatura min (°C)                   | 6.4  | 7.0  | 6.1  | -0.6 | 1.1  | 1.0   | -0.5  | -0.5  | -2.2 | 0.0  | 0.6  | 4.6  | -2.2  |
| Punto di rugiada medio alle 09:00 (°C) | 11.9 | 12.6 | 12.2 | 10.9 | 9.7  | 8.2   | 7.4   | 7.6   | 8.1  | 8.9  | 9.6  | 10.9 | 9.8   |
| Precipitazioni medie (mm)              | 35.6 | 38.8 | 48.0 | 67.8 | 98.9 | 102.4 | 124.1 | 114.7 | 84.2 | 74.8 | 59.8 | 52.3 | 901.3 |

Fonte: Australian Bureau of Meteorology.